# Giorgos Arvanitis
Giorgos Arvanitis, případně Yorgos, (řecky Γιώργος Αρβανίτης; * 22. února 1941) je řecký kameraman. Narodil se ve vesnici Dilofo v řeckém regionu Fthiótida. Ve filmovém průmyslu začal pracovat počátkem šedesátých let, zpočátku jako asistent kamery, od poloviny šedesátých let jako hlavní kameraman. Podílel se na více než 140 filmech. Natočil například většinu filmů Thea Angelopoula. Kromě řeckých snímků pracoval také na zahraničních, mezi něž patří například Úplné zatmění režisérky Agnieszky Hollandové. Za svou práci získal několik ocenění. Například za film Austrálie (1989) dostal cenu Osella za nejlepší kameru na Benátském filmovém festivalu, za několik filmů byl také oceněn na festivalu v Soluni.

## Filmografie (výběr)
- Rekonstrukce (1970)
- Dny roku 36 (1972)
- Putovní divadlo (1975)
- Lovci (1977)
- Alexandr Veliký (1980)
- Cesta na Kytheru (1984)
- Včelař (1986)
- Krajina v mlze (1988)
- Austrálie (1989)
- Přerušený krok čápa (1991)
- Homo Faber (1991)
- Myslím na vás (1992)
- Odysseův pohled (1995)
- Amerika patří jiným (1995)
- Úplné zatmění (1995)
- Věčnost a den (1998)
- Vlak života (1998)
- Romance X (1999)
- Znamení a zázraky (2000)
- Process (2004)
- Anatomie pekla (2004)
- See You at Regis Debray (2005)
- Můj jediný syn (2006)
- Une vieille maitresse (2007)
- Gigola (2010)
- Adults in the Room (2019)